# Gyrtona
Gyrtona is een geslacht van vlinders van de familie Uilen (Noctuidae).

## Soorten
- G. acisalis Walker, 1863
- G. arcuata Hampson, 1897
- G. atribasalis Hampson, 1912
- G. cristipennis Hampson, 1902
- G. divitalis Walker, 1863
- G. erebenna (Mabille, 1900)
- G. exsicca Swinhoe, 1891
- G. ferriceps Hampson, 1912
- G. hopkinsi Tams, 1935
- G. hylusalis Walker, 1863
- G. inclusalis Walker, 1863
- G. lophota Turner, 1909
- G. malgassica Kenrick, 1917
- G. mediolineata Bethune-Baker, 1911
- G. nama Swinhoe, 1900
- G. niveivitta Swinhoe, 1905
- G. ochreographa Hampson, 1912
- G. oxyptera Hampson, 1912

- G. phaeozona Hampson, 1905
- G. plumbisparsa Hampson, 1905
- G. polionota Hampson, 1905
- G. polymorpha Hampson, 1905
- G. proximalis Walker, 1863
- G. purpurea Robinson, 1975
- G. scotialis Hampson, 1918
- G. scotioides Prout, 1926
- G. semicarbonalis Walker, 1863
- G. transpallida Holloway, 1976